# Ägidius Hunnius der Ältere

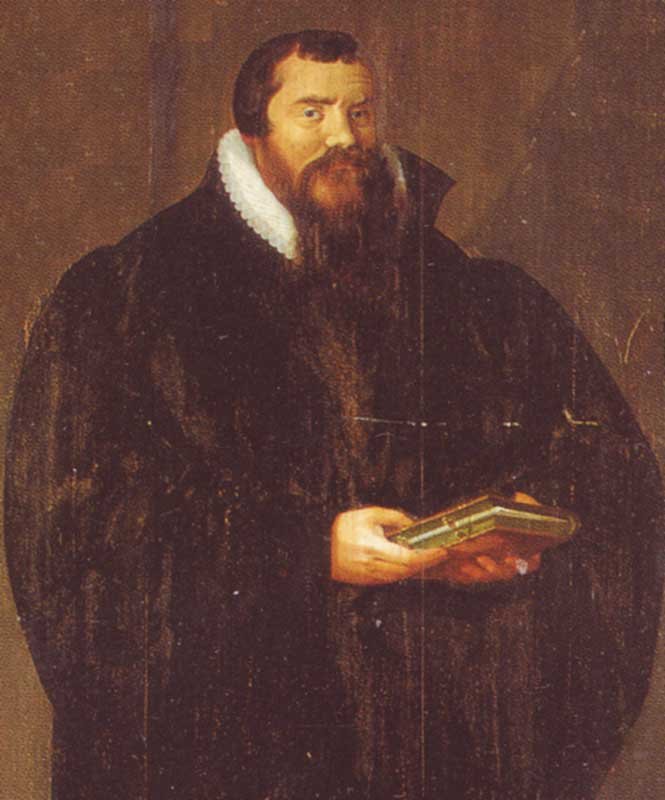
Ägidius Hunnius der Ältere

Ägidius Hunnius der Ältere, auch: Hunn (* 21. Dezember 1550 in Winnenden; † 4. April 1603 in Wittenberg) war ein deutscher lutherischer Theologe, Professor der Theologie in Marburg und Wittenberg, Propst und Generalsuperintendent des sächsischen Kurkreises in Wittenberg.

## Leben
Hunnius wurde als ältester Sohn des Färbermeisters Egidius (Gilg, Gilles) Hunnius und seiner Frau Apollionia NN. geboren. Nach seiner Taufe durch Kapar Leyser, den Vater des Polykarp Leyser des Älteren, verlebte er zunächst seine ersten Lebensjahre in seiner Heimatstadt. Ab 1563 besuchte er die Klosterschulen in Adelberg und Maulbronn, wo er die Reife für das Studium an einer Universität erwarb. Am 1. November immatrikulierte er sich an der Universität Tübingen und erhielt ein Stipendiat des Herzogs Christoph von Württemberg. Nachdem er 1567 den akademischen Grad eines Magisters erlangt hatte, wurde er am Tübinger Stift Repetent bei Jacob Heerbrand. Nach weiteren Studien bei Jakob Andreae und Dietrich Schnepf wurde er 1574 Diakon und ging auf Empfehlung Heerbrands als Professor der Theologie an die Universität Marburg. Um den dafür entsprechenden akademischen Grad zu besitzen, promovierte er am 16. Juli 1576 in Tübingen zum Doktor der Theologie und begann am 8. August mit seinen Vorlesungen über das Johannesevangelium.
Hunnius, der vom Gnesioluthertum geprägt war, traf in Marburg auf kein befriedigendes religiöses Umfeld. Nach der hessischen Kirchenordnung gab es keine Fortentwicklung im kirchlichen Leben. Die Wittenberger Konkordie und das Testament des Landgrafen Philipp von Hessen bestimmten das Kirchenwesen. Dies jedoch widerstrebte Hunnius, dem die Zustände nicht gut genug lutherisch waren, und er versuchte, diese zu erweitern. Daraufhin geriet er mit Wilhelm IV. von Hessen-Kassel in eine Auseinandersetzung um die Ubiquitätslehre. Hinzu kam noch, dass Hunnius sich für die Einführung der Konkordienformel einsetzte und Wilhelm diese nicht zuließ, was zu einer politischen und konfessionellen Spaltung in Hessen führte. Deshalb dürfte Wilhelm sehr froh gewesen sein, als Hunnius vom sächsischen Administrator Friedrich Wilhelm von Sachsen-Weimar am 19. November 1591 das Angebot erhielt, als Professor der Theologie an die Universität Wittenberg zu gehen. Wilhelm gab ihn dazu im Frühjahr 1592 frei.
Am 1. Mai 1592 traf er in Wittenberg ein, hielt am 4. Mai seine erste Predigt und führte am 25. Mai seine erste Disputation durch. Daraufhin wurde er am 4. Juni Propst an der Wittenberger Schlosskirche und am 5. Juni als Professor primarius gewählt, womit er Mitglied im Wittenberger Konsistorium war. Alsbald begann die Auseinandersetzung mit Samuel Huber, den er anfänglich unterstützte. Huber verbreitete, dass die Konkordienformel kryptocalvinistisch sei, und vertrat seine Lehre vom „Gnadenuniversalismus“. Hunnius und sein Freund Polykarp Leyser der Ältere, der ebenfalls an der Wittenberger Universität wirkte, beriefen ein Kolloquium ein. Alle Vermittlungsversuche schlugen jedoch im Streit mit Huber fehl, so dass dieser 1594 aus den universitären Ämtern entlassen und 1595 aus Kursachsen ausgewiesen wurde. Hunnius selbst sorgte für eine weitere Entwicklung der lutherischen Orthodoxie und übernahm nach dem Weggang Leysers im Juli 1594 als Hofprediger nach Dresden dessen Stelle als Oberpfarrer an der Stadtkirche Wittenberg und Generalsuperintendent des sächsischen Kurkreises.
Nachdem Heerbrand sein Amt in 1599 niedergelegt hatte, wurde Hunnius von seinem württembergischen Dienstherrn Friedrich I. nach Tübingen zurückberufen. Dennoch gelang es Christian II. von Sachsen, Hunnius in Wittenberg zu halten. Auch ein Angebot als Generalsuperintendent in Leipzig lehnte Hunnius 1594 ab. Denn in Wittenberg war Hunnius durch die Schenkung des Hauses der Wittenberger Propstei sesshaft geworden. Auch wurden ihm von der Stadt Wittenberg Privilegien eingeräumt, wie z. B. ein zusätzliches Braurecht, die ihn in Wittenberg halten sollten. Hunnius selbst nahm an den Religionsgesprächen in Regensburg teil, die der lutherische Philipp Ludwig von der Pfalz-Neuburg einberufen hatte. Dort setzte er sich mit den Jesuiten Jakob Gretser und Adam Tanner auseinander. Durch ständige Überarbeitung verstarb Hunnius noch auf dem Sterbebett ergreifende Predigten schreibend 1603 in seinem Wittenberger Haus. Salomon Gesner hielt seine Leichenpredigt, die auch im Druck erschien.

## Wirken

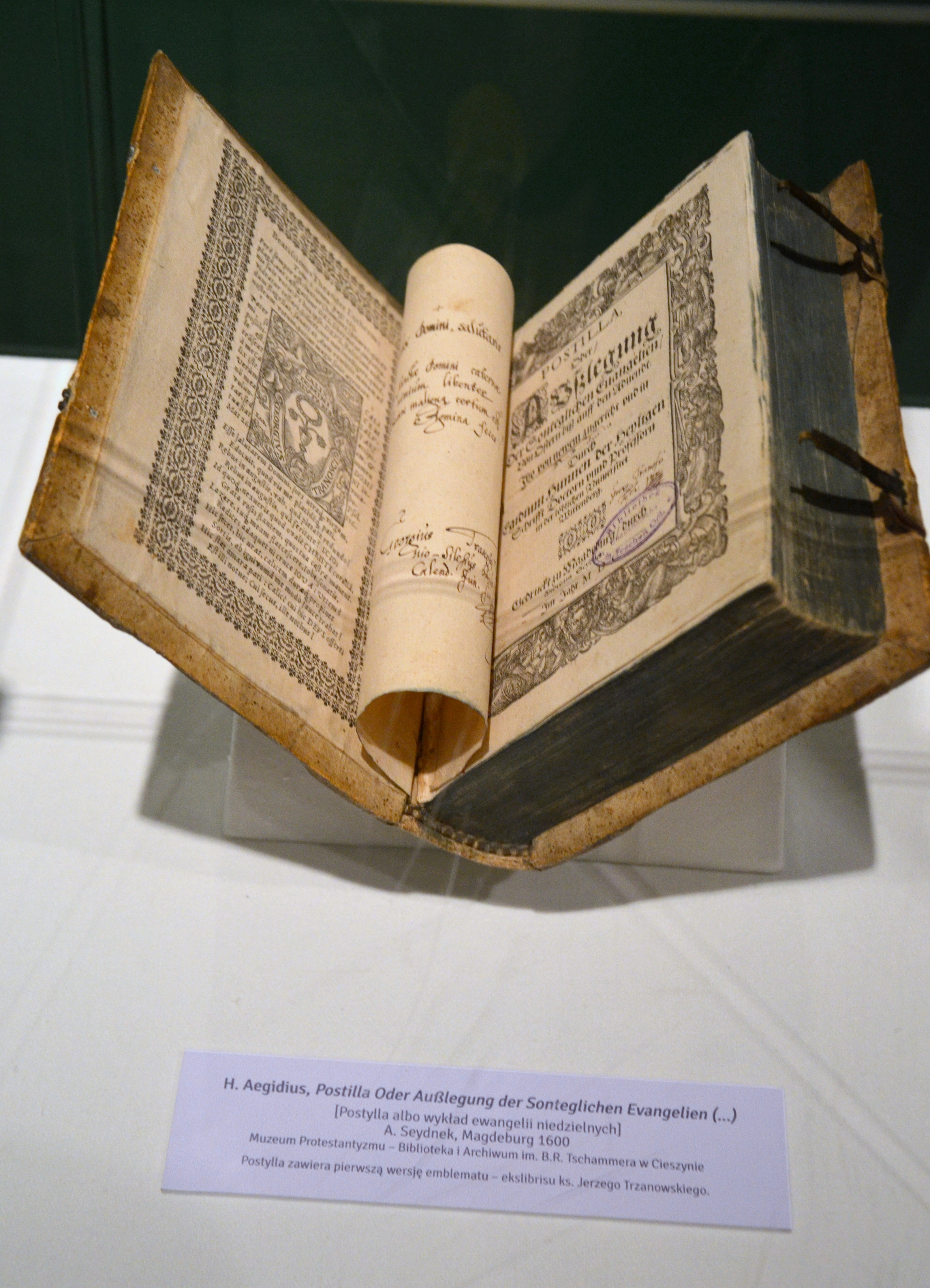
Postille von Hunnius mit ex libris von Georg Tranoscius

Hunnius war einer der bedeutendsten Vertreter der lutherische Frühorthodoxie. Selbst Martin Chemnitz lobte ihn als lutherischen Theologen und seine Schüler anerkannten ihn als Autorität der vierten lutherischen Generation. Seine Prägung der lutherischen Orthodoxie beruht auf der Fähigkeit, das Konkordienluthertum tiefgreifend gestaltet zu haben. Dabei stützte sich Hunnius auf den rechtfertigenden Glauben, wo Gott die einzige Bedingung des Heils ist und damit faktisch als prädestinativer logischer Bestandteil seines beharrenden Glaubens hervorsticht. Damit unterschied Hunnius die Aspekte der Gemeinschaft in der Kirche, was ihm bleibenden Erfolg in der Dogmatik verschaffte. Dennoch muss auch gesagt sein, dass sich Hunnius nicht eindringlich genug mit den metatheoretischen Fragen der Theologie auseinandersetzte. Aber ihm gebührt das Verdienst, der eigentliche Begründer der lutherischen Orthodoxie in Wittenberg zu sein.

## Der Autor
Hunnius war ein sehr polemischer Autor, der sich wortgewaltig vor allem gegen den Calvinismus wandte. Im Lager der lutherischen Theologen stritt er vor allem mit Daniel Hoffmann über die Ubiquität und mit Samuel Huber über dessen Meinung von der Allgemeinheit der göttlichen Gnadenwahl. Auch gegen die katholische Kirche und deren Theologie trat er in seinen Schriften über den Papst, den Ablass u. a. entgegen, was sich auch im Regensburger Religionsgespräch bei der Auseinandersetzung mit den Jesuiten Gretser und Tanner widerspiegelt und in seiner Schrift relatio historica de habito nuper Ratisbonae colloquio (1602) eine Fortsetzung findet. In seinem Schwiegersohn fand Hunnius einen sorgfältigen Herausgeber seiner dogmatischen Schriften, die in fünf Bänden erschienen sind. Vor allem setzte er sich gern mit der Paulusexegese auseinander und verfasste zum Ausgleich auch biblische Dramen.
Im 17. Jahrhundert war er außerdem für seine Postillen bekannt, die in drei Auflagen erschienen und die neben denen Luthers weite Verbreitung fanden.

## Genealogie
Hunnius Großvater Michael Hunn († nach 1551), sowie sein Vater Johann Hunn (1484–1518?) waren Bürgermeister in Marbach am Neckar, ersterer auch 1539 Vogtamtsverweser. Aus Michael Hunns Ehe gingen vier Töchter und zwei Söhne hervor.
- Agnes Hunn († 1564 oder später) verheiratet mit Michael Wolfhard (Wolfhardt) († 1586), Gerichtsverwandter und Bürgermeister in Waiblingen
- Barbara Hunn verheiratet seit 1557 mit dem Marbacher Stadtschreiber Theodor Kaul († 1574)
- Anna Hunn verheiratet mit dem Marbacher Stadtschreiber Ulrich Ruthardt
- Katharina Hunn verheiratet mit dem Marbacher Blasius Pechler
- Alexander Hunn Schwiegersohn von Valentinus Vannius
- Egidius Hunn

Der Ehe des Egidius Hunn und seiner Frau Apollionia NN. entstammen die Kinder:
- M. Johann Castolus Hunn (um 1561–1615 in Tuttlingen)
- M. Anastasius Hunn (um 1566–1608 in Schlierbach)
- Anna Hunn (* 1563)
- Maria Hunn (* 1565)
- Ägidius Hunnius der Ältere

Aus seiner am 10. Januar 1576 geschlossenen Ehe mit Eleonore (* 1554 in Schönbuch, Württemberg; † 27. November 1620 in Wittenberg), der einzigen Tochter des herzoglichen Burgvogts in Waldorf Johann Felder und seiner Frau Bertha Thörs stammen acht Kinder. Von diesen weiß man:
- Ludwig Hunnius (* 23. Februar 1577 in Marburg; † 30. Juni 1596 in Wittenberg) als Magister erkrankt.
- Sabina Hunnius (* 3. September 1579 in Marburg; † 11. Oktober 1621) verheiratet 1604 mit Helwig Garth (1579–1619) zuletzt Pfarrer in Prag
- Hedwig Hunnius (* 10. September 1581 in Marburg; † 13. Dezember 1583 in Marburg)
- Helfrich Ulrich Hunnius
- Nikolaus Hunnius
- Elenora Hunnius (* 10. März 1588 in Marburg; † 27. März 1650) verheiratet mit dem mecklenburgischen Hofrat Dr. Christoph von Hagen.
- Margarethe (* 30. August 1590 in Marburg, beerd. 13. November 1637 in Wittenberg) verheiratet mit Sachsen Altenburger Rat Kaspar Facius (1573–28. November 1643)
- Ägidius Hunnius der Jüngere

## Werke (Auswahl)
- Propositiones de praecipuis christianae religionis capitibus,. Spies, Frankfurt am Main 1585 (Digitalisat).
- Libelli IIII de persona Christi eiusque ad dextram Dei sedentis divina maiestate. Frankfurt am Main 1585 (Digitalisat).
- Comoediarum seu dramatum sacrorum libellus. In quo sunt: De Josepho Patriarcha Comoediae duae. Quarum prior quidem Historiam eius vsque ad ipsius in Aegypto exaltationem persequitur. Posterior ab annis fertilitatis incipiens, in mutua laetáque agnitione Iacobi Patris & Iosephi filij absolvitur. Spies, Frankfurt am Main 1586 (Digitalisat).
- Josephus, Comedia Sacra. Straßburg, o. J. (Vorwort am 2. September 1584, erweitert 1586 neu herausgegeben von Eduard Schröder in Marburg 1898, 1899, 1900).
- Confessio Oder Kurtze/ Einfeltige/ und in Gottes Wort gegründte Bekendtnüs Von der Person Christi/ und ihrer Majestet nach der angenommenen Menschheit/ und sonderlich de omnipraesentia hominis Christi. Müller, Wittenberg 1608 (Digitalisat).
- Calvinus Iudaizans. Das ist: Judische Glossen und Verkehrungen, mit welchen Johannes Calvinus die allertrefflichste Sprüch und Zeugnuß der heyligen Schrifft von der heyligen Dreyfaltigkeit, von der Gottheit Christi und deß H. Geistes, Insonderheit aber die Weissagungen der Propheten von der Zukunft des Messiae, seiner Geburt, Leiden, Aufferstehung, Himmelfahrt, Sitzen zur Rechten Gottes jämmerlicher Weiß zu verfälschen sich nicht gescheuwet hat. Spies, Frankfurt am Main 1595 (Digitalisat).
- Controversiae inter theologos Wittenbergenses de regeneratione et electione dilucida explicatio. Spies, Frankfurt am Main 1594 (Digitalisat).
- Articulus de Providdentia Die et aeterna Praedestinatione seu electione filiorum Die ad salutem. Spies, Frankfurt am Main 1596 (Digitalisat).
- Articulus De Libero Arbitrio, Seu Humani Arbitrii Viribus. Ex Scripturae Sacrae Fundamentis Extructus, Et forma Quaestionum ac Responsionum pertractatus. Refutatis E Converso Pontificiorum, Synergistarum, Pelagianorum & Semipelagianorum opinionibus. Alberti, Lübeck 1604 (Digitalisat).
- Postilla, Oder, Außlegung der Episteln vnd Euangelien auff alle Sontag, Fest vnd Feyertage, durch das gantze Jahr. Spies, Frankfurt am Main 1597 (weitere Auflagen 1607 und 1612; Digitalisat).
- Opera Latina. Continens Articulos Christianae Religionis praecipuos & hoc tempore maxime controversos, ex Scripturae sacrae fundamentis extructos, & forma Quaestionum ac Responsionum pertractatos. Muller, Wittenberg 1607 (Digitalisat Band 1).
- Opera Latina – Bibl. Komm. – GA der lat. Schrr., hrsg. v. Helvicus Garthius (Helwig Garthe Hunnius Schwiegersohn), 5 Bände, Wittenberg 1607–09.
- Cygnea cantio oder Christliche Sterbensgedancken von dem seligmachenden Leiden und Sterben unsers Herrn und Heylandes Jesu Christi, so viel er derselben kurtz vor seinem seligen Absterben in wehrender Kranckheit jhm selbst zu Trost und der betrübten Kirchen Gottes zum Besten geschrieben und hinderlassen; jetzund in Gesangweise gestellet und auff lutherischer Kirchen Gesänge Melodien gerichtet. Hampel, Giessen 1615 (Digitalisat).